# IS-3重型戰車
IS-3重型戰車（俄語：ИС-3；開發代號703工程） 是一款蘇聯於第二次世界大戰期間開發出的重型坦克，首次出現於1945年在柏林舉行的勝利閱兵，並隨即以其優異的裝甲設計及性能震驚了在場觀禮的西方官員；西方國家也立刻著手發展更強大的戰車以對抗IS-3。然而由於該戰車在戰爭結束前幾天才開始量產，因而未能趕上任何戰鬥。也因此，IS-3通常被認為是蘇聯的第一款戰後戰車。「IS」指的是蘇聯領導人約瑟夫·史達林的姓名縮寫，而「3」指的是IS系列戰車第三型；IS也是1943年至1959年間蘇聯重型戰車的正式名稱。IS-3搭載了一門與IS-2重型坦克相同的122毫米主炮，並擁有十分獨特的裝甲佈局；其車體正面裝甲的特殊造型後來被稱為「楔形裝甲」。

## 名稱
IS-3重戰車的名稱取自於前蘇聯領導人約瑟夫·史達林的姓名縮寫。然而，在前蘇聯的規劃中，有兩款重戰車同時被命名為IS-3，分別是代號244工程的IS-3以及代號703工程的IS-3；前者事實上僅是IS-2重型坦克裝備D-5T-85-BM 85毫米戰車炮的版本，而後者則是IS-2重型坦克的正規後繼型號，兩者不可混淆。

## 發展歷史與量產
1944年季夏，蘇聯開始了新式重型戰車的開發計畫。這款戰車當時被賦予「Kirovets-1（Кировец-1）」的代號。第一批Kirovets-1原型車於1945年5月建造完成。它的主炮裝有雙室炮口制動器，以及用於穩定主炮的水平楔子。主炮的射擊速率約為每分鐘2～3發。Kirovets-1可攜帶28發分離裝藥的炮彈，其中包括18發高爆彈以及10發穿甲彈。炮塔頂端裝有一挺DShK重機槍。IS-3的量產作業一直進行到1946年中旬為止。
在草擬IS-3的設計圖時，設計人員特別重視蘇聯裝甲部隊在庫斯克會戰的交戰結果，並將之納入戰車的設計重點。當時的蘇聯坦克經常會由於車體正面以及炮塔被擊穿而被擊毀。因此，當時的蘇聯坦克工程師在設計IS-2重戰車時便刻意將裝甲的傾斜幅度加大，並將炮塔做得更流線型。依照這樣的原則設計出來的成果就是IS-2戰車的正面相當傾斜，等效裝甲厚度被極大化。IS-3汲取了這樣的設計經驗；正面裝甲厚110毫米，並以前方凸起的方式安裝，以獲得最大的等效裝甲厚度；這種裝甲造型日後便被稱為「楔形裝甲」。此外，炮塔裝甲也被刻意加厚，以避免被擊穿，造成人員傷亡。IS-3的設計成為當代最優秀的裝甲防護。這種裝甲設計也被後來的IS-7及T-10等戰車所使用。
IS-3分別於1945年和1946年生產955和600輛，總計生產1555輛。

## 型號
- IS-3М—IS-3的升級版。
- IS-3К—IS-3的指揮型，裝有一具額外的R-112無線電。
- IS-3МК—IS-3М的指揮型，裝備與IS-3К相同。

## 概述
IS-3的佈局相當傳統：引擎位於車體後方，駕駛乘坐於前方，乘員戰鬥艙則位於車體中央。乘員共有四人，分別為車長、駕駛、炮手及裝填手。

### 裝甲
IS-3的裝甲防護力在1945年時可說是最為出色的。它的裝甲主要是設計來抵擋如德國88毫米反戰車炮、88毫米KwK 43戰車炮以及75毫米KwK 42戰車炮等強力火炮的射擊。裝甲對於PaK 40反戰車炮也有相當優異的防護力。
IS-3使用焊接的軋壓均質裝甲。正面裝甲厚110毫米，左右兩側均傾斜56度；首下裝甲傾斜63度，而駕駛艙頂蓋處傾斜73度。車體兩側的裝甲皆厚90毫米；上半部傾斜60度，後方還包含了一層間隙裝甲，下半部則垂直無傾斜。後方裝甲則為60毫米厚，傾斜41度。車體頂部是以數塊厚20毫米的裝甲板接合而成。
IS-3的炮塔採用軋壓均質裝甲鑄造而成；炮塔呈半圓形，以增加跳彈的可能。炮塔側面的裝甲從底部厚110毫米，越靠近頂端厚度逐漸增加，最厚可達到220毫米；炮塔正面亦然，但最大厚度可達255毫米。整體而言，各處裝甲的傾斜幅度皆是經過計算的；蘇聯工程師希望透過這樣的設計，使戰車不論處於什麼樣的角度，等效裝甲厚度都不會低於160毫米。

### 武裝
IS-3的主要武裝為一門48倍徑的1943年型D-25T戰車炮，炮口初速為每秒800公尺。主炮左側裝有液壓式緩衝器，用以吸收後座力；右側裝有一具液氣式回流換熱器。
IS-3裝備了TS-17瞄準鏡，放大倍率為4倍，射擊視野為15度。另外，為了保持主炮穩定，車內亦裝有水平儀。
車載彈藥為28發，其中包含穿甲彈以及高爆彈。25發彈藥被儲存於炮塔壁上，另外三發則立於戰鬥艙內。 由於高爆彈體積較大，普通的IS-3僅會攜帶10至11發穿甲彈，其餘則皆為高爆彈。
| D-25T戰車炮的穿甲能力                                                                    |     |     |     |      |      |      |      |
| 炮彈類型／距離（m）                                                                      | 100 | 300 | 500 | 1000 | 1500 | 2000 | 3000 |
| BR-471B穿甲彈                                                                            |     |     |     |      |      |      |      |
| 射擊角度／90°                                                                            | 165 | 160 | 155 | 145  | 135  | 125  | 105  |
| 射擊角度／30°                                                                            | 135 | 131 | 125 | 120  | 110  | 100  | 85   |
| BR-471穿甲彈                                                                             |     |     |     |      |      |      |      |
| 射擊角度／90°                                                                            | 164 | 157 | 150 | 130  | 115  | 100  | 75   |
| 射擊角度／30°                                                                            | 134 | 128 | 120 | 105  | 95   | 80   | 60   |
| BR-471D穿甲彈                                                                            |     |     |     |      |      |      |      |
| 射擊角度／90°                                                                            |     |     | 185 | 170  | 155  | 145  | 125  |
| 射擊角度／30°                                                                            |     |     | 150 | 140  | 125  | 115  | 95   |
| 注意，不同國家於各個時期的穿甲標準不盡相同。因此，將此表與其他穿甲標準相比較是不可行的。 |     |     |     |      |      |      |      |

IS-3裝有一挺7.62毫米同軸機槍，備彈2000發。其中的756發分存於12個63發碟形彈匣中，另外1244發則儲存於彈藥盒內。
炮塔上裝有一挺DSK或DShKM重機槍以提供防空火力；機槍最大仰角可上升至+84度。機槍上裝有K-8T紅點瞄準器，可用於瞄準飛行速度400公里/小時，飛行高度400公尺的飛機。機槍也可以用來攻擊地面目標，但由於射手必須至車外才能操作，因此十分危險。此外，IS-3車內還備有25枚F-1手榴彈或RG-42手榴彈，以及兩把備有1000發子彈的PPs-43衝鋒槍以供乘員自衛。

### 瞄具及通訊系統
駕駛於非戰鬥時可打開艙門，戰鬥時則可使用MK-4潛望鏡。這個潛望鏡可以輕易被移除，而打開艙門前亦應先將之移除。升級版本的IS-3M還裝備了被動式TVN-1夜視鏡。此外，IS-3M還移除了所有可能遮蔽駕駛視野的物件。車長、炮手以及裝填手也都擁有MK-4潛望鏡。車長的MK-4潛望鏡在IS-3M被更先進的TPK-1望遠鏡取代，可提供最大5倍的放大倍率。
IS-3上裝有10RK-26簡易型內聯電報／通話通訊裝置， 其天線位於炮塔左側，長約1至4公尺不等。10RK-26於靜止時的通訊範圍為35～40公里，移動時則為20～25公里。車內裝有TPU-4-bis-F內部通話裝置，以供車內乘員相互溝通；該裝置與無線電是相連的。

### 動力組件
IS-3使用一具V-11 12汽缸四衝程水冷式柴油引擎。燃料來源為安裝於引擎四周的四個燃料槽，共有燃料425公升；車殼上亦有四個附加燃料罐，總共可提供90公升的額外燃料。引擎上還裝有加熱系統，以於天氣寒冷時協助啟動引擎。
IS-3的傳動組件包含：
- 機械式四向四段超速變速箱
- 行星齒輪套件、多盤主離合器摩擦裝置
- 兩個終端傳動行星齒輪。

### 底盤
IS-3的底盤有一對驅動輪、一對惰輪、六對直徑550毫米路輪，以及三對直徑385毫米橡膠支承輪。懸吊系統則為無阻尼器的扭力桿式。

## 以IS-3為基礎的裝甲戰鬥車輛
- ISU-152重型突擊炮1945年型（704工程；注意，與1944年使用IS-2重戰車底盤的ISU-152不同）—實驗性突擊炮，裝備一門152毫米ML-20火炮，僅製造了一輛原型車。

## 使用國
- 苏联
- 埃及—1955年至1956年間向蘇聯購買50輛IS-3，[8]1962年至1967年間又訂購了60輛IS-3M。[8]
- 以色列
- 伊拉克—1959年至1961年間向蘇聯購買了25輛IS-3。[8]
- 波蘭—2輛IS-3。
- 叙利亚—1959年至1960年間向蘇聯購買了35輛IS-3。[8]
- 捷克斯洛伐克—1輛IS-3。

## 使用及作戰紀錄

### 蘇聯陸軍
由於生產時程較晚，IS-3並未趕上第二次世界大戰的任何戰鬥，[15]然而有52輛IS-3參與了1945年9月7日在柏林舉行的勝利閱兵，並給在場的西方人士留下深刻的印象。當時蘇聯內部也有一種想法，那就是直接將之投入對日本的戰事，也可透過戰鬥來實際測試IS-3的性能。但這個想法最終沒有被採納。
IS-3被蘇聯用於鎮壓1956年匈牙利革命。該事件是蘇聯首次也是唯一一次將IS-3投入實際使用。

### 其他國家
波蘭於1946年獲得一輛IS-3用以研究及訓練裝甲人員；除此之外，蘇聯並未將IS-3外銷給華沙公約組織國家。此後，蘇聯便不斷在閱兵儀式中展示IS-3。1950年時，捷克斯洛伐克亦獲得一輛IS-3。

埃及購買了大量的IS-3，於1950年代及1962年至1967年間共計購得110輛IS-3及IS-3M。埃及陸軍將部份的IS-3投入1967年的六日戰爭中。然而，埃及並未因使用了IS-3而獲得任何顯著的進展；在以色列軍隊的百夫長坦克及M48巴頓坦克的攻擊下，埃及戰敗。但IS-3依然成功地擊毀了數輛以軍坦克。在埃及軍隊撤退的同時，他們棄置了許多坦克，其中包括72輛IS-3，而這些IS-3中有半數是完好如初的狀態。1973年贖罪日戰爭爆發時，埃及仍然保留了一個完全裝備IS-3的裝甲團，但是否有投入戰鬥則不得而知。
部分於1967年遭埃及棄置的IS-3後來被以色列國防軍編入正式的裝甲部隊內使用；這些坦克一直服役到1970年代早期。此時期的部分IS-3裝備了T-54/55主力戰車的B-54柴油引擎。以軍後來將IS-3於1969年投入以埃消耗戰爭中，其中有數輛彈藥耗盡的以軍IS-3又再次被埃及俘獲。
蘇聯亦於1960年代移轉了為數眾多的IS-3予北韓，並裝備朝鮮人民軍內的至少兩個團。

### 21世紀

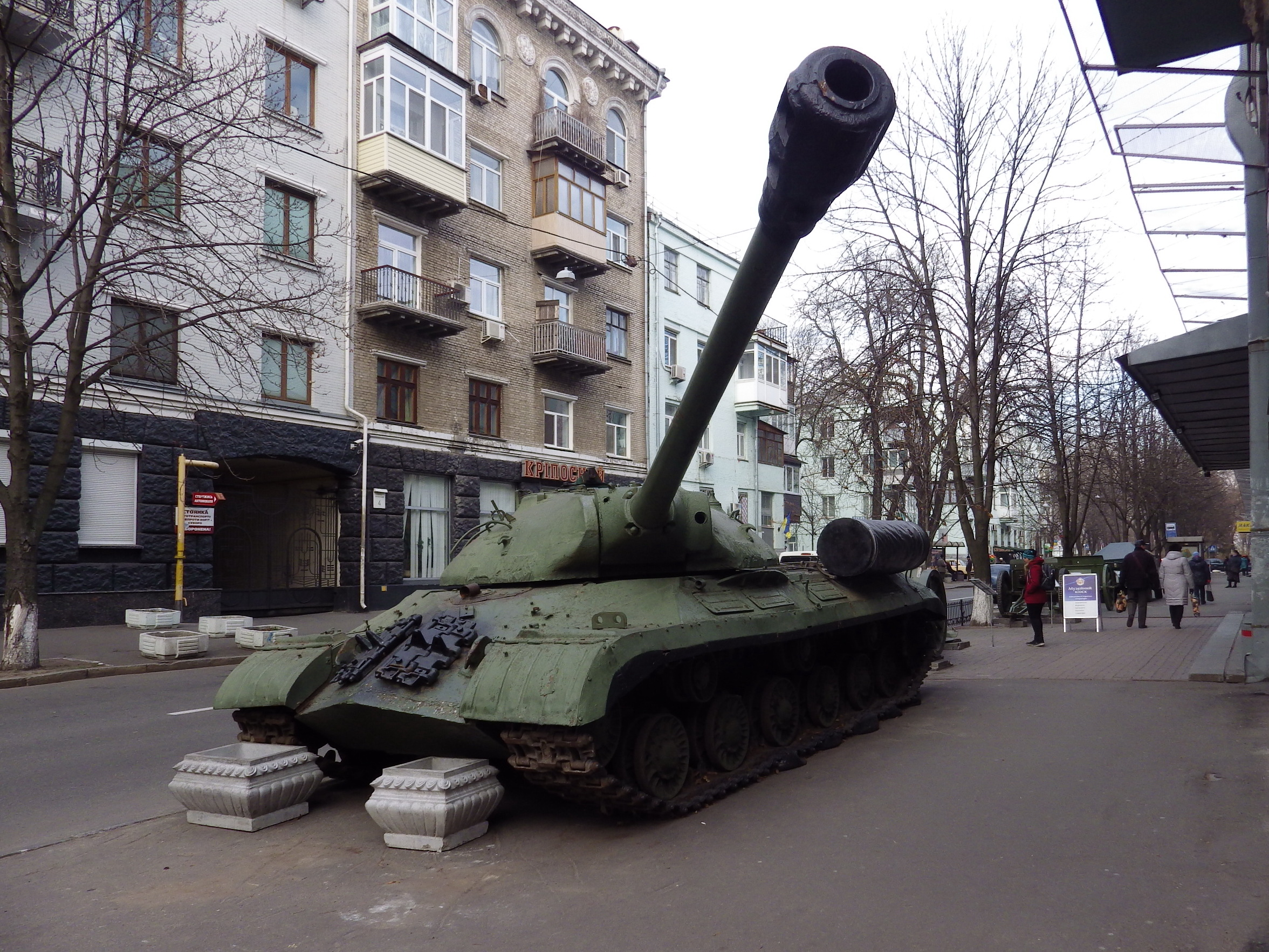
一輛於烏克蘭康斯坦丁尼夫卡展示的IS-3。這輛戰車後來由於戰爭因素而被移往基輔封存。

在2014年烏克蘭東部武裝衝突期間，一輛原於康斯坦丁尼夫卡展示的IS-3坦克的水泥基座被破壞，並被民兵部隊盜取。根據某些消息來源，這輛遭竊的IS-3已被升級。7月，烏克蘭陸軍重奪康斯坦丁尼夫卡的控制權，並尋獲這輛被民兵部隊遺棄的IS-3，並計畫將之除去武裝後重新安放在水泥基座上展示。這輛IS-3目前展示於基輔附近的國家軍事歷史博物館。

## 升級改裝
儘管有著許多創新的設計思維，尤其是革命性的裝甲佈局，IS-3依然繼承了許多其前輩IS-2的缺點。早在1946年，蘇聯便設立了委員會來審查IS-3的劣勢，其中包含不可靠的引擎與變速箱，以及車體設計問題等等。會有這麼多問題的原因，是因為IS-3是於第二次世界大戰期間設計的產品，因此依然保留了「特別時期」的設計思維：能夠大量生產才是設計主力，品質則是其次。為了因應前線大量的戰損，因此設計師沒有時間顧慮設計的細節問題。
為了改善這些問題，蘇聯為所有的IS-3制定了一項升級計畫，並依照瑕疵消弭程序（устранение конструктивных недостатков, УКН）來消除任何可能的問題；但IS-3始終沒能達到蘇聯的作戰標準。因此，1946年中期，IS-3被停止量產。

## 圖集

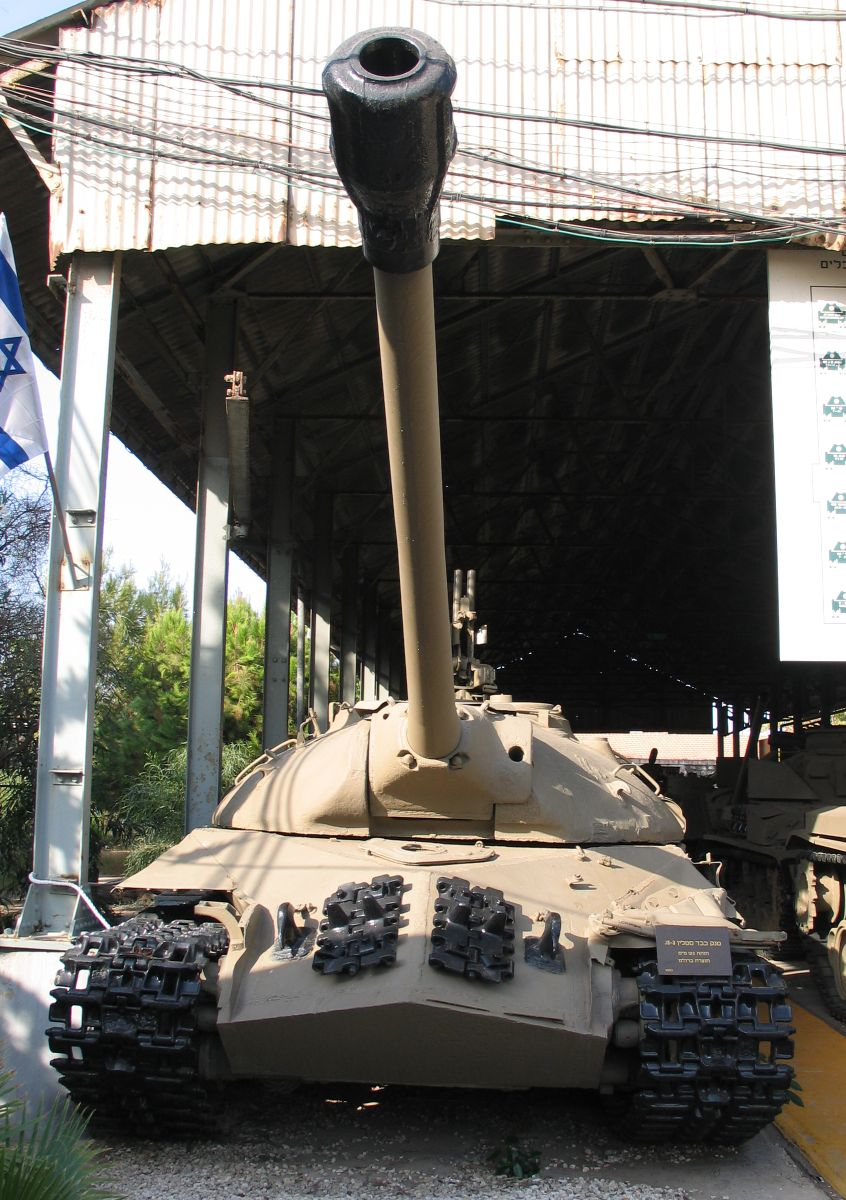
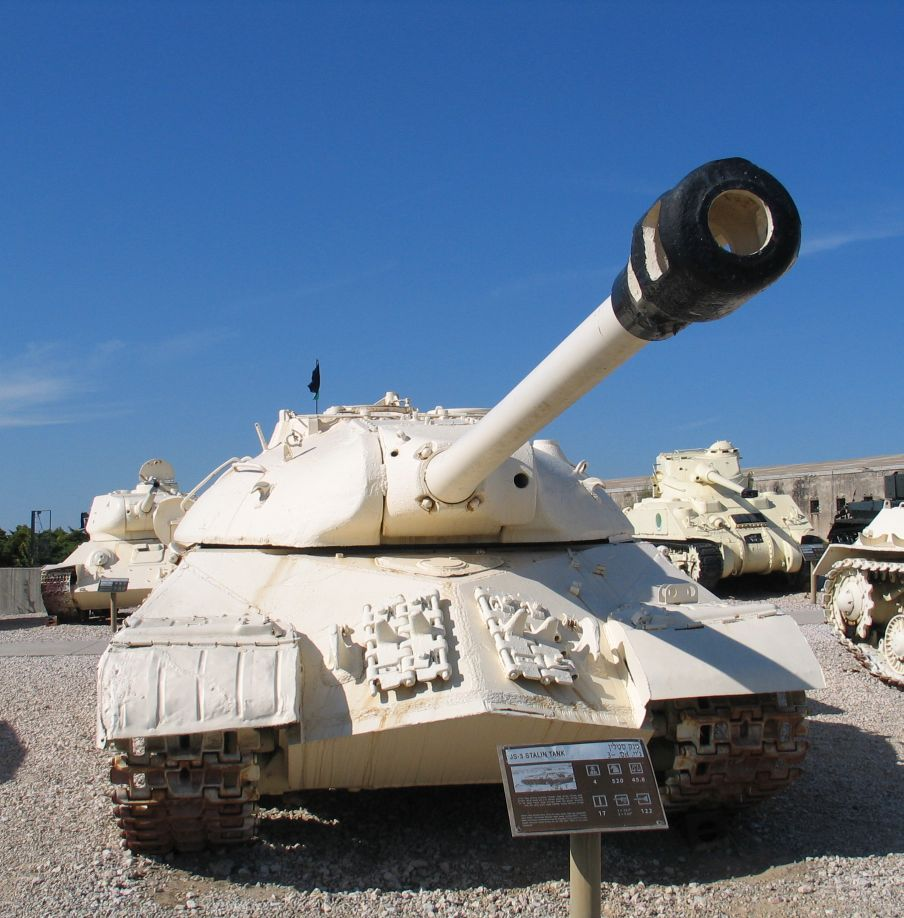
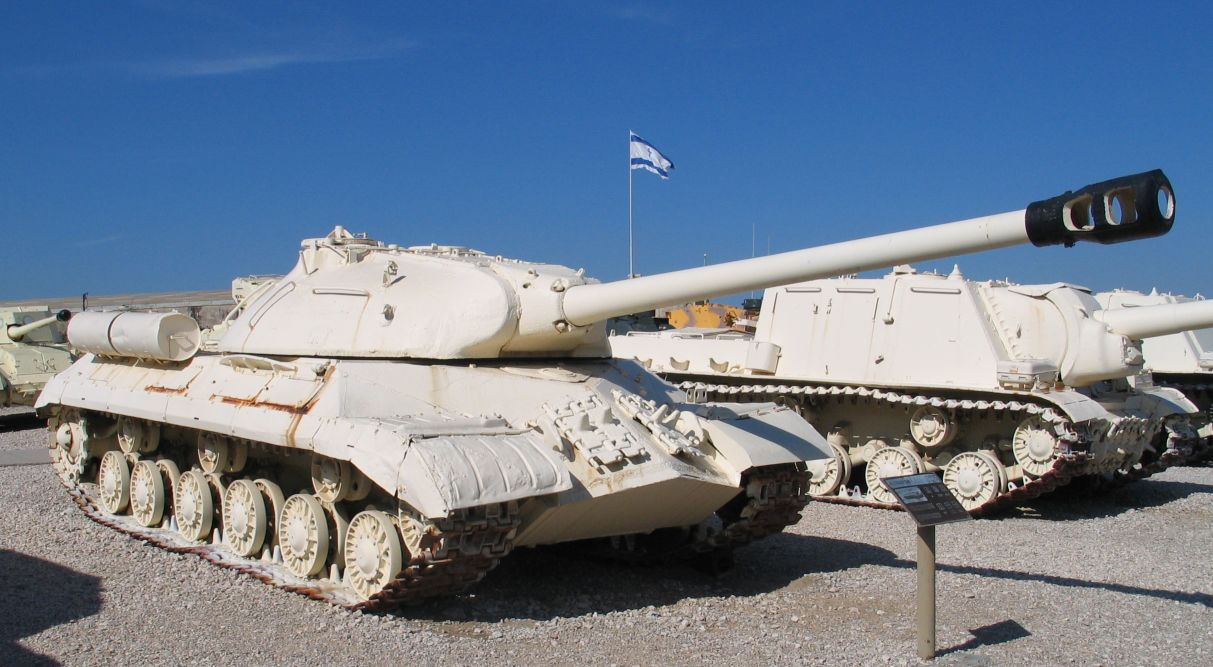
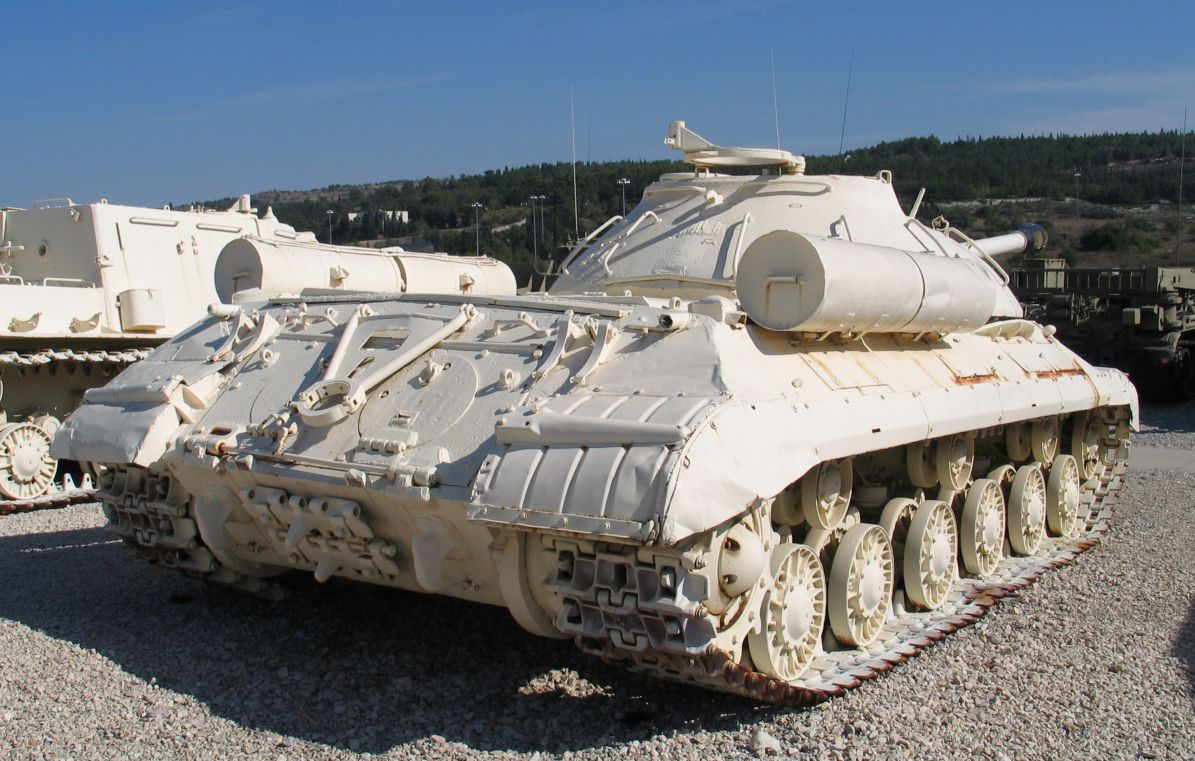
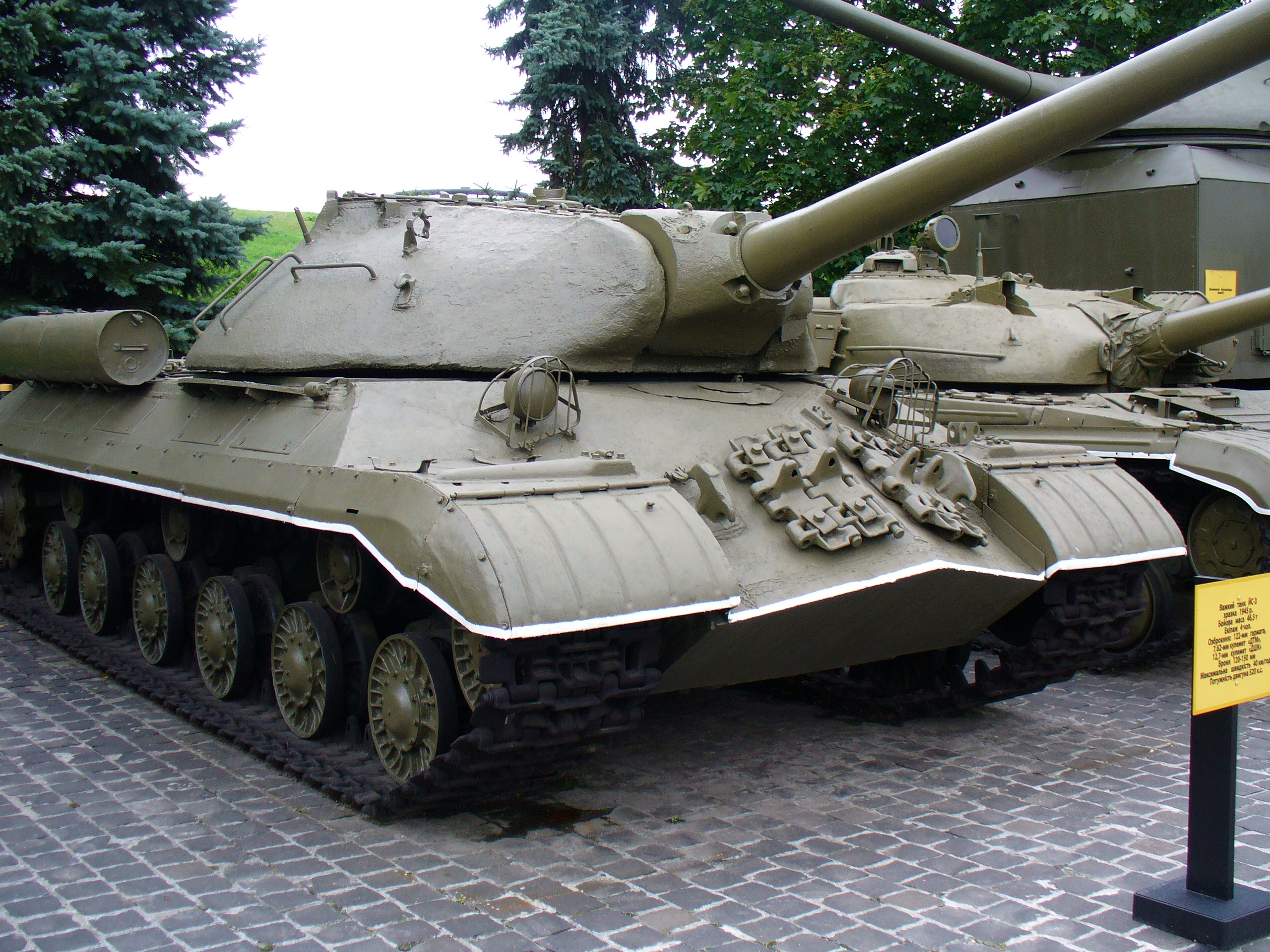
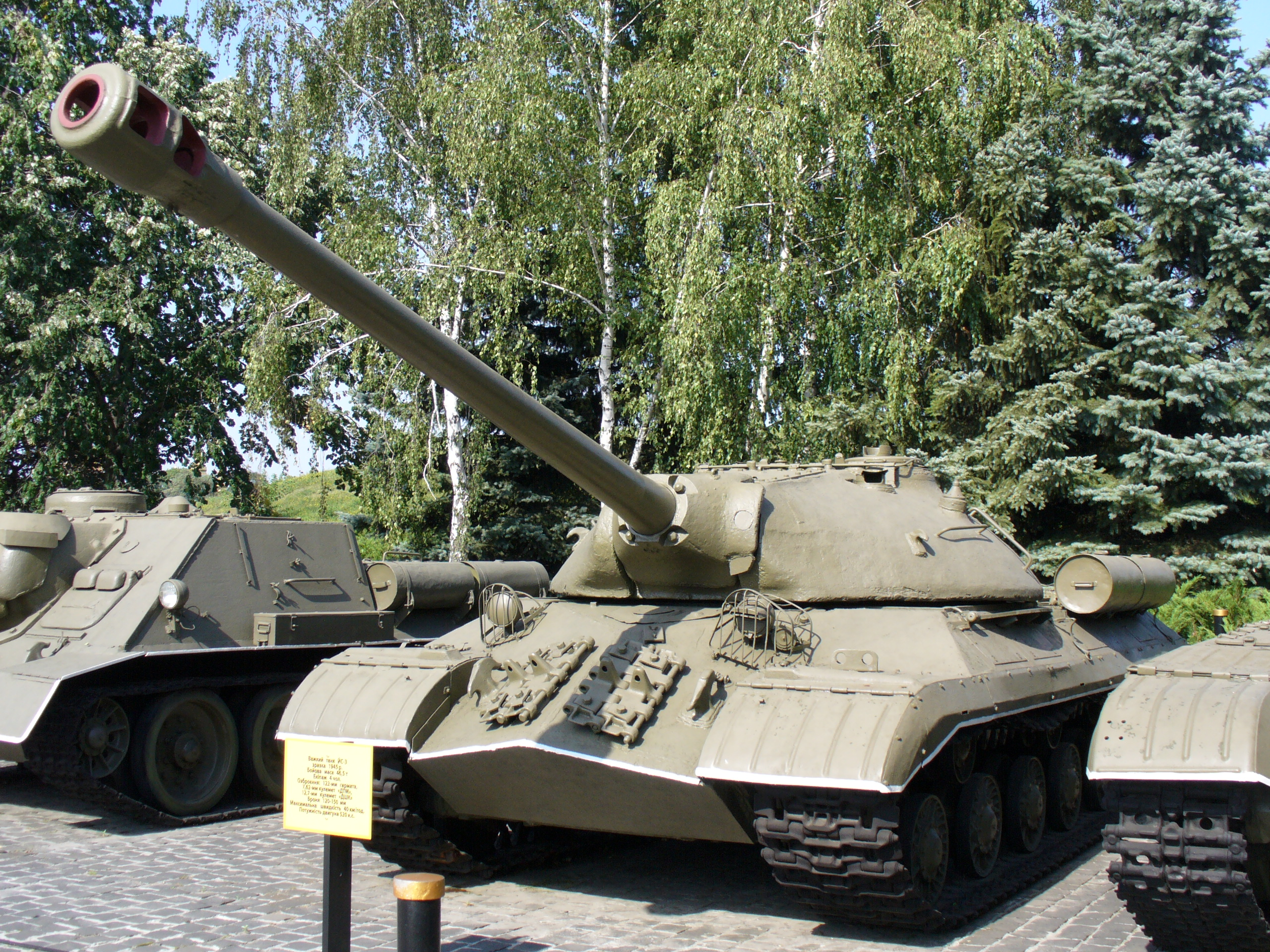

## 現存的IS-3
目前世界各地皆有一定數量的IS-3倖存。
另外，IS-3也是俄羅斯裝甲部隊的標誌。

## 註記
1. ↑  Отечественные бронированные машины. Том 2, стр. 14
2. ↑  М. В. Павлов, И. В. Павлов. Отечественные бронированные машины 1945—1965 гг. // Техника и вооружение: вчера, сегодня, завтра. — Москва: Техинформ, 2012. — № 11. — С. 54.
3. ↑  Министерство Союза ССР. Руководство по материальной части и эксплуатации танка ИС-3. — Военное издательство Министерства Обороны СССР, 1955.
4. ↑  А. Чубачин. Тяжёлый советский танк ИС-3/ИС-3М / И. Мощанский. — М.: БТВ-Книга, 2007. — С. 106. — 140 с. — (Бронетанковый музей № 15). — 1000 экз.
5. ↑  М. В. Павлов, И. В. Павлов. Отечественные бронированные машины 1945—1965 гг. // Техника и вооружение: вчера, сегодня, завтра. — М.: Техинформ, 2008. — № 9. — С.      56.
6. 1 2  А. Чубачин. Тяжёлый советский танк ИС-3/ИС-3М / И. Мощанский. — М.: БТВ-Книга, 2007. — С. 104. — 140 с. — (Бронетанковый музей № 15). — 1000 экз.
7. ↑  А. Чубачин. Тяжёлый советский танк ИС-3/ИС-3М / И. Мощанский. — М.: БТВ-Книга, 2007. — С. 71. — 140 с. — (Бронетанковый музей № 15). — 1000 экз.
8. 1 2 3 4  .   [2016-02-21]. （原始内容存档于2010-04-14）.
9. ↑  Тим Бин, Уилл Фаулер. Советские танки Второй мировой войны. Бронированный кулак Сталина. — М.: Эксмо, 2007. — 176 с.
10. ↑  Дэвид Портер. Вторая Мировая - Стальной вал с Востока: Советские бронетанковые войска 1939-1945. — М.: Эксмо, 2011. — 192 с.
11. ↑  .   [2016-02-21]. （原始内容存档于2010-09-16）.
12. 1 2  .   [2016-02-21]. （原始内容存档于2015-07-13）.
13. ↑  А. Чубачин. Тяжёлый советский танк ИС-3/ИС-3М / И. Мощанский. — М.: БТВ-Книга, 2007. — С. 138. — 140 с. — (Бронетанковый музей № 15). — 1000 экз.
14. 1 2 3 4 5  А. Чубачин. Тяжёлый советский танк ИС-3/ИС-3М / И. Мощанский. — М.: БТВ-Книга, 2007. — С. 139. — 140 с. — (Бронетанковый музей № 15). — 1000 экз.
15. ↑  Израильские танки в бою (2012). Михаил Барятинский. стр. 21
16. ↑  Ополченцы успешно применили в бою снятый с постамента танк ИС-3 （页面存档备份，存于）. Проверено 1 июля 2014.
17. ↑  В Красноармейске танк «Иосиф Сталин-3» разгромил блокпост, есть погибшие （页面存档备份，存于）. Проверено 1 июля 2014.
18. ↑  Танк «Иосиф Сталин-3» разгромил блокпост на Донбассе, есть погибшие （页面存档备份，存于）. Проверено 1 июля 2014.
19. ↑  .   [2016-02-21]. （原始内容存档于2019-10-17）.
20. ↑  .   [2016-02-21]. （原始内容存档于2015-07-04）.

## 引用
- Тяжёлый танк ИС-3. Броне-сайт Чобитка Василия. （页面存档备份，存于）.
- Валерий Потапов. Тяжёлый танк ИС-3. The Russian Battlefield. （页面存档备份，存于）.
- Фотографии ИС-3М из г.（页面存档备份，存于） Минск（页面存档备份，存于）
- Фотографии ИС-3 в экспозиции музея-панорамы «Сталинградская битва» в Волгограде（页面存档备份，存于）